# 口周皮膚炎
口周皮膚炎是一种皮疹，好發在嘴、眼和鼻孔周围 。症状包括出現多个小型红丘疹（1-2毫米）和水疱，有时會有鳞屑。患者也可能会出现瘙痒或灼热感。較少發生在生殖器周圍。紅唇邊緣一般不会受影响。
原因不明。外用類固醇或皮質類固醇与疾病的發生有关，潤膚膏、化妝品、含氟牙膏和防曬乳也可能有關 。通常依症状诊断，诊断不明确的，可进行皮膚切片。其他可能的鑑別診斷包括酒糟鼻、痤疮、皮膚炎和舔唇性皮膚炎。
治疗通常是停止使用类固醇药膏、化妆品和防晒霜。快速停用类固醇的初期，皮疹可能暫時恶化，因此建议逐漸減量至停用。可使用的初始药物包括甲硝唑或克林黴素乳膏。若療效不佳，改用口服多西环素、四環黴素或異維A酸 。可能需要數周或數月才會改善 。症状可能會长期或反复出现。
据估计，已開发国家每年有 0.5-1％ 的人患病。高达90%患者为15至45岁间的女性 。皮膚炎一辭並不恰當，因為並非濕疹變化。